# Dean Israelite
Dean Israelite é um diretor e roteirista Sul-Africano de cinema, mais conhecido por seus trabalhos em Projeto Almanaque, Acholiland,The Department of Nothing e o novo filme live-action Power Rangers.

## Início de vida
Israelite nasceu e cresceu em Joanesburgo, África do Sul, e estudou Arte dramática na Universidade do Witwatersrand. Ele mudou-se para a Austrália e se formou em cinema e televisão pela Universidade Curtin, depois ganhou seu MFA pelo American Film Institute.Seu primo é o diretor Jonathan Liebesman.

## Carreira
Israel começou sua carreira com a escrita e a direção de vários filmes curtos, incluindo Acholiland.
Em 2015, Israel fez seu longa-metragem estreando o filme com o thriller projetado,Almanac de ficção científica, baseado no roteiro de Jason Pagan e Andrew Deutschman.Michael Bay produziu o filme, que foi lançado em 30 de janeiro de 2015 pela Paramount Pictures, cobrando mais de US $ 32 milhões com um orçamento de US $ 12 milhões.

### Projetos futuros e cancelados
Em fevereiro de 2014, Israelite  estava entre os diretores que estavam sendo observados pela Marvel Studios para dirigir o novo filme de super-herói Doctor Strange, mas depois em junho de 2014 Scott Derrickson foi confirmado como diretor.
Em junho de 2014, Israelite estava preparado para dirigir o remake do filme de 1983 WarGames por Metro-Goldwyn-Mayer, com base no roteiro de Arash Amel.
Israelite dirigiu Lionsgate's Power Rangers filme de 2017, Com base no roteiro de John Gatins, com a história de Matt Sazama, Burk Sharpless, Michelle Mulroney e Kieran Mulroney.

## Filmografia
| Ano  | Filme                                        | Functioned as  | Functioned as | Functioned as  | Notes                             |
| Ano  | Filme                                        | Diretor        | Produtor      | Roteirista     | Notes                             |
| ---- | -------------------------------------------- | -------------- | ------------- | -------------- | --------------------------------- |
| 2006 | Magician                                     | Sim            | Não           | Sim            | Curta metragem                    |
| 2007 | The Department of Nothing                    | Sim            | Não           | Sim            | Curta metragem                    |
| 2008 | Die Jugendcops - Kommissariat 105 im Einsatz | Sim            | Não           | Não            | Séries de TV, diretor de segmento |
| 2009 | Acholiland                                   | Sim            | Não           | Sim            | Curta metragem                    |
| 2014 | The Middle Distance                          | (em norueguês) | Sim           | (em norueguês) | Produtor executivo                |
| 2015 | Project Almanac                              | Sim            | Não           | Não            | Estreia do longa-metragem         |
| 2017 | Power Rangers                                | Sim            | Não           | Não            |                                   |